# El Nopal, Ixhuatlán de Madero
El Nopal är en ort i Mexiko.   Den ligger i kommunen Ixhuatlán de Madero och delstaten Veracruz, i den sydöstra delen av landet, 190 km nordost om huvudstaden Mexico City. El Nopal ligger 168 meter över havet och antalet invånare är 162.
Terrängen runt El Nopal är kuperad åt nordväst, men åt sydost är den platt. Runt El Nopal är det ganska tätbefolkat, med 96 invånare per kvadratkilometer. Närmaste större samhälle är La Ceiba, 6,9 km nordost om El Nopal. Omgivningarna runt El Nopal är en mosaik av jordbruksmark och naturlig växtlighet.